# Maison rurale à Ruski Krstur
Ruski Krstur, en Serbie, possède une maison rurale (en serbe cyrillique : Сеоска кућа у Руском Крстуру ; en serbe latin : Seoska kuća u Ruskom Krsturu), construite au milieu XVIIIe siècle. En raison de sa valeur patrimoniale, elle est inscrite sur la liste des monuments culturels de grande importance de la République de Serbie (identifiant no SK 1147).

## Présentation
La maison a été construite au moment de l'arrivée des Ruthènes dans la région, au début de la seconde moitié du XVIIIe siècle.
Elle est constituée de boue et possède un toit recouvert de roseaux ainsi des avant-toits pointus qui avancent sur la cour. Son orientation inhabituelle indique qu'elle a été édifiée avant la formation de la rue.
Sa structure est en quatre parties : une chambre pour les invités, une cuisine, une pièce à l'arrière et une autre pièce qui, selon toute vraisemblance, a dû servir de grange, la conception d'une grange séparée semblant plus tardive dans la région de Voïvodine.
La maison constitue ainsi un témoignage précieux de l'installation des Ruthènes dans la région vers 1751, au moment de la construction du village.
Le bâtiment a été restauré en 1995.